# Салем (телесериал)
«Са́лем» (англ. Salem) — американский драматический телесериал в жанре исторического фэнтези, созданный Адамом Саймоном и Брэнноном Брагой, который транслировался на телеканале WGN America с 20 апреля 2014 года по 18 января 2017 года. Это первое оригинальное шоу WGN America. Сериал, в котором главные роли исполняют Джанет Монтгомери и Шейн Уэст, вдохновлён в действительности происходившими судебными процессами над салемскими ведьмами в конце XVII века.
13 декабря 2016 года было объявлено о закрытии телесериала после третьего сезона.

## Обзор сериала
«Салем» — вымышленная история о судебных процессах над ведьмами, и далеко не последних, происходивших в печально известном городе Салем в Массачусетсе начиная с 1692 года, когда власть в местной колониальной администрации оказалась в основном в руках пуритан. Сериал ставит под сомнение, были ли правы пуритане в своих действиях, справедливы ли были обвинения, выдвигаемые ими против подследственных, и были ли последние действительно невинными.
Внимание сценаристов сосредотачивается на «настоящих ведьмах», которые являлись органической частью повседневной жизни города, умея превосходно скрывать свою сущность. Джон (Шейн Уэст) и Мэри (Джанет Монтгомери) находятся в центре эпического романа, даже когда пуританская охота на ведьм приводит весь город в истерию, ужас и отчаяние.
Исторически деревня Салем и город Салем враждовали из-за имущества, прав выпаса и церковных прав. В описываемое время в колониальной администрации действительно преобладали лидеры пуритан. Люди находились под тщательным присмотром, который привёл к ещё одному конфликту. Они боялись стать жертвой преследований из-за любой мелочи, которая могла не понравиться фанатичным пуританам. Слово «ведьма» казалось простым и удобным проклятием, направленным на тех, кто вёл себя не так, как все, и поднимал голос против любой социальной несправедливости или суеверия.

## Актёры и персонажи
| Таблица присутствия актёров в сезонах | Таблица присутствия актёров в сезонах | Таблица присутствия актёров в сезонах | Таблица присутствия актёров в сезонах | Таблица присутствия актёров в сезонах | Таблица присутствия актёров в сезонах |
| Актёр                                 | Персонаж                              | Сезоны                                | Сезоны                                | Сезоны                                |                                       |
| Актёр                                 | Персонаж                              | 1                                     | 2                                     | 3                                     |                                       |
| Основной состав                       | Основной состав                       | Основной состав                       | Основной состав                       | Основной состав                       |                                       |
| ------------------------------------- | ------------------------------------- | ------------------------------------- | ------------------------------------- | ------------------------------------- | ------------------------------------- |
| Джанет Монтгомери                     | Мэри Сибли                            | Постоянно                             | Постоянно                             | Постоянно                             |                                       |
| Шейн Уэст                             | Капитан Джон Олден                    | Постоянно                             | Постоянно                             | Постоянно                             |                                       |
| Сет Гейбл                             | Коттон Мэзер                          | Постоянно                             | Постоянно                             | Постоянно                             |                                       |
| Тамзин Мерчант                        | Энн Хейл                              | Постоянно                             | Постоянно                             | Постоянно                             |                                       |
| Эшли Мадекве                          | Титуба                                | Постоянно                             | Постоянно                             | Постоянно                             |                                       |
| Элиз Эберли                           | Мерси Льюис                           | Постоянно                             | Постоянно                             | Постоянно                             |                                       |
| Иддо Голдберг                         | Айзек Уолтон                          | Постоянно                             | Постоянно                             | Постоянно                             |                                       |
| Ксандер Беркли                        | Судья Джон Хейл                       | Постоянно                             | Гость                                 |                                       |                                       |
| Оливер Белл                           | Джон / Дьявол                         | Гость                                 | Постоянно                             | Постоянно                             |                                       |
| Джо Дойл                              | Барон Себастьян фон Марбург           |                                       | Постоянно                             | Постоянно                             |                                       |
| Второстепенный состав                 |                                       |                                       |                                       |                                       |                                       |
| Майкл Малхерен                        | Джордж Сибли                          | Периодически                          | Периодически                          |                                       |                                       |
| Эжур Парсонс                          | Глориана Эмбри                        | Периодически                          |                                       | Периодически                          |                                       |
| Сэмми Ханратти                        | Долли Траск                           | Периодически                          | Периодически                          |                                       |                                       |
| Стивен Лэнг                           | Инкриз Мэзер                          | Периодически                          | Гость                                 | Гость                                 |                                       |
| Люси Лоулесс                          | Графиня Палатин Ингрид фон Марбург    |                                       | Периодически                          | Гость                                 |                                       |
| Стюарт Таунсенд                       | Доктор Сэмюэл Уэйнрайт                |                                       | Периодически                          |                                       |                                       |
| Мэрилин Мэнсон                        | Томас Динли                           |                                       |                                       | Периодически                          |                                       |

## Производство

### Разработка
WGN America впервые озвучил планы по созданию сериала под названием «Злоба» в июле 2012 года. 4 июня 2013 года канал вместо стадии пилотного эпизода сразу заказал целый сезон из 13 серий, дав сериалу новое название «Салем». Проект был создан Адамом Саймоном и Бренноном Брагой, которые так же стали исполнительными продюсерами вместе с Джеффом Квадинетцом и Джошом Бэрри. 8 ноября 2013 года начались съёмки в большом павильоне в Шривпорте, штат Луизиана, обустроенном под Массачусетс 17-го века.

### Кастинг
О начале кастинга было объявлено в октябре 2013 года. Эшли Мадекве стала первой актрисой, получившей роль Титубы, привлекательной и загадочной помощницы Мэри Сибли. Сет Гейбл стал следующим актёром, получившим роль Коттона Мэзера, местного аристократа, возглавляющего охоту на ведьм в Салеме. Далее роли в сериале получили Джанет Монтгомери и Ксандер Беркли. Монтгомери была взята на главную роль Мэри Сибли, самой могущественной ведьмы в Салеме и жены состоятельного члена городского управления Джорджа Сибли. Беркли был взят на роль магистрата Джона Хейла, одного из членов городского управления Салема. Затем Шейн Уэст подписался на ведущую роль Джона Олдена, закалённого ветерана войны и пленного, замешенного в охоте на ведьм Салема. Также Тамзин Мерчант была утверждена на роль Энн Хейл, талантливой художницы, которая влюбляется в Джона Олдена по его прибытии в Салем. Элиз Эберли стала последней ведущей актрисой, утверждённой на роль Мерси Льюис, дочери преподобного Льюиса, казавшейся одержимой. 1 июня 2014 года Стивен Лэнг был взят на второстепенную роль Инкриза Мэзера, отца Коттона Мэзера, и даже более фанатичного охотника на ведьм.

## Эпизоды
| Сезоны | Сезоны | Эпизоды | Оригинальная дата показа | Оригинальная дата показа |
| Сезоны | Сезоны | Эпизоды | Премьера сезона          | Финал сезона             |
| ------ | ------ | ------- | ------------------------ | ------------------------ |
|        | 1      | 13      | 20 апреля 2014           | 13 июля 2014             |
|        | 2      | 13      | 5 апреля 2015            | 28 июня 2015             |
|        | 3      | 10      | 2 октября 2016           | 25 января 2017           |

## Отзывы критиков
На сайте-агрегаторе рецензий Metacritic «Салем» получил оценку 50 баллов из 100 на основе 16 отзывов критиков. Сериал оказался более популярным у зрителей, чем у критиков, так на сайте Metacritic его рейтинг составил 6,8 балла из 10, а на IMDB — 7,2. На другом сайте-агрегаторе рецензий Rotten Tomatoes у сериала 54% «свежих» (положительных) отзывов, а его средний рейтинг составляет 5,5 балла из 10 на основе 26 рецензий критиков. Обозреватель Евгений Ухов (интернет-портал Film.ru) оценил проект на 3 балла из 5, отметив отличное изображение ведьм, декорации и атмосферу.